# Línea 103 (Rosario)
Línea 103 es una línea de transporte urbano de pasajeros de la ciudad de Rosario, Argentina. El servicio está actualmente operado por la empresa Rosario Bus.
Su recorrido actual en la bandera roja es el resultante de la modificación del recorrido de la línea 103 hasta el año 1999, para cubrir parcialmente el de la desaparecida 105, mientras que en la bandera negra conserva el de la 103, con prolongaciones.
En el período estival del año 2000 prolongó su recorrido hasta la ribera de la ciudad mediante un servicio encerrado (recorrido suplementario con transbordo libre).
Anteriormente el servicio de la línea 103 era prestado por la empresa Martín Fierro Sociedad Anónima, antecesora del Grupo Martín Fierro, luego devenida en Rosario Bus. Hasta 1986 recibió la denominación de línea M (trolebuses hasta 1985).
En el año 2003, el 103 negro, extendió su recorrido hasta la comuna de Pueblo Esther atravesando la ciudad de Villa Gobernador Gálvez y la también comuna de Alvear.  Fue suprimida de manera permanente al año siguiente.
Actualmente el recorrido del 103 (rojo y negro) termina en el cementerio de Villa Gobernador Galvez, al igual que el 142 Rojo, también de la empresa Rosario Bus.

## Recorridos
Servicio diurno y nocturno.

### Cartel Negro Cementerio de Granadero Baigorria X Catamarca
IDA:Desde Suipacha, AF Temporelli, Buenos Aires, Soldado Aguirre, Avenida Flilippini, Colectora Sur de Circunvalación, Avenida San Martín, continua por Avenida Ayacucho, Marco Polo, Buenos Aires, Avenida José de San Martín, Bouvlevard 27 de Febrero, Corrientes, Catamarca, San Nicolás, Salta, Avenida Alberdi, Metrobus Norte (Rosario) Avenida Alberdi, continuando por Bouvlevard General José Rondeau, Avenida José de San Martín, Orsetti, Callao, Eva Perón, Maipú, Almirante Brown, Hasta Liniers.
Regreso:Desde Eva Perón, Callao, Avenida José de San Martín, Bouvlevard General José Rondeau, Continuando por Avenida Alberdi, Metrobus Norte (Rosario) Avenida Alberdi, Salta, Paraguay, Benjamín Virasoro, Avenida José de San Martín, Cabildo, Francisco Narciso de Laprida, Patricios, Avenida Battle y Ordoñéz, Avenida Ayacucho, Continuando por Avenida San Martín, Colectora de Circunvalación (Norte-Sur), Avenida Filipinas, Continuando por Avenida Filippini, Soldado Aguirre, Buenos Aires, AF Temporelli, Hasta Suipacha.

### Cartel Rojo Barrio José Rucci X Parque Casas
IDA:Desde Suipacha, España, Continuando por Avenida José de San Martín, Bouvlevard 27 de Febrero, Corrientes, Catamarca, San Nicolás, Salta, Avenida Alberdi, Metrobus Norte (Rosario) Avenida Alberdi, Continuando por Bouvlevard General José Rondeau, Avenida Sorrento, Avenida Casiano Casas, Granadero Baigorria, López Buchardo, Colectora Norte José María Rosa, Blomberg, Irma Peirano, Hasta Castro.
Regueso:Desde Castro, Homero Manzi, Irma Peirano, Palestina, Blomberg, Colectora Norte José María Rosa, López Buchardo, Granadero Baigorria, Avenida Casiano Casas, Avenida Sorrento, Bouvlevard General José Rondeau, Metrobus Norte (Rosario) Avenida Alberdi, Salta, Paraguay, Benjamín Virasoro, Avenida Don José de San Martín, Continuando por España, Hasta Suipacha.

## Puntos de paso

### Códigos identificadores de paradas
Principales puntos de paso:
| Código | Parada                                             | Otras líneas:       |
| ------ | -------------------------------------------------- | ------------------- |
| 1867   | Bv. Rondeau y Matheu                               | 102, 143.           |
| 1240   | Rosalía Castro y Homero Manzi (José Ignacio Rucci) | 102, 142, 143, 153. |
| 1952   | Av. Sorrento y Bv. Rondeau                         | 102, 107, 143.      |
| 1409   | Av. Alberdi y Génova (Lisandro de la Torre)        | 102, 107, 143.      |
| 1024   | Av. Alberdi y Humberto Primo                       | 102, 112, 143, 146. |
| 1593   | Paraguay y Bv. 27 de febrero                       |                     |
| 1256   | Av. San Martín y Gaboto                            | 138, 139, 142.      |
| 1206   | Av. San Martín y Av. Arijón (Tiro Suizo)           | 138, 140.           |

| Código | Parada                                            | Otras líneas:            |
| ------ | ------------------------------------------------- | ------------------------ |
| 1066   | Roque Sáenz Peña, Av. San Martín y Av. Rosario    | 138, 139, 140, 142.      |
| 1987   | Av. San Martín y Deán Funes                       | 113, 138, 139, 140, 142. |
| 1790   | Plaza Sarmiento, Corrientes y San Luis            | 107.                     |
| 1014   | San Nicolás y Salta                               | 102, 112, 143, 146.      |
| 1729   | Av. Alberdi y Central Argentino                   | 102, 112, 143, 146.      |
| 1221   | Lisandro de la Torre, Av. Alberdi y Génova        | 102, 107, 143.           |
| 1475   | Bv. Rondeau y Nansen                              | 102, 107, 143.           |
| 1240   | José Ignacio Rucci, Rosalía Castro y Homero Manzi | 102, 142, 143, 153.      |
| 1731   | Bv. Rondeau y Matheu                              | 102, 143.                |